# Pierre Lueders
Pierre Lueders, född den 26 september 1970 i Edmonton, Kanada, är en kanadensisk bobåkare.
Han tog OS-guld i herrarnas tvåmanna i samband med de olympiska bobtävlingarna 1998 i Nagano.
Därefter tog han OS-silver i samma gren i samband med de olympiska bobtävlingarna 2006 i Turin.